# Sawenga
Sawenga est une localité située dans le département de Bitou de la province du Boulgou dans la région Centre-Est au Burkina Faso.

## Démographie
| 2003  | 2006  | 2012 |
| ----- | ----- | ---- |
| 5 039 | 4 776 | -    |

## Santé et éducation
Sawenga accueille un centre de santé et de promotion sociale (CSPS) tandis que le centre médical (CM) est à Bitou et le centre médical avec antenne chirurgicale (CMA) de la province se trouve à Tenkodogo.
Le village possède trois écoles primaires publiques (au bourg, à Lounga et à Rombouli).